# Tour T1
La Tour T1 (noto anche come Tour GDF Suez) è un grattacielo per uffici situato a La Défense, a Courbevoie, comune alla periferia di Parigi, in Francia.
La costruzione iniziò nel 2005 e la torre fu completata e inaugurata nel 2008. La torre, alta 185 metri, è il terzo grattacielo più alto di La Défense dopo la Tour Total (190 m) e la Tour First (231 m), collocandosi come quinto edificio più elevato di Francia. Dal 2010, GDF Suez ha affittato l'intero edificio per ospitare i propri uffici.